# Плоаге
Плоа̀ге (на италиански: Ploaghe; на сардински: Piaghe, Пиаге) е малко градче и община в Южна Италия, провинция Сасари, автономен регион и остров Сардиния. Разположено е на 427 m надморска височина. Населението на общината е 4726 души (към 2010 г.).